# Megafone (banda)
Megafone é um projecto musical a solo do músico João Aguardela.
João Aguardela, fundou os Sitiados e A Naifa e liderou os projectos Linha da Frente. Morreu a 18 de Janeiro de 2009, pouco antes de fazer 40 anos.
O projecto Megafone editou quatro álbuns, enumerados "Megafone" de I a IV, tendo sido editados entre 1997 e 2005.
Em 2009 foi criada por amigos o projecto Megafone 5, com objectivo de promover a música de João. Este projecto colocou todos os seus álbuns enquanto Megafone, disponíveis para descarregamento gratuito no site www.aguardela.com, que foi criado em memória do artista.

## Discografia
- Megafone I
- Megafone II
- Megafone III
- Megafone IV